# Georg Freyder
Pour les articles homonymes, voir Freyder.
Georg Freyder, également appelé Georg Freyder le Jeune ou Georg Freyder der Jüngere, est un orfèvre actif à Strasbourg au milieu du XVIIe siècle.

## Biographie
Georg Freyder est reçu maître à Strasbourg en 1643.
Il semble qu'il soit le fils de l'orfèvre Michael Freyder, parfois surnommé « l'Ancien », bien que les deux hommes ne portent pas le même prénom.

## Œuvre
Le musée historique de Bâle détient de lui une grande coupe en argent doré en forme de nautile, dite « coupe Wettstein » car elle lui fut commandée en 1649 par sept marchands bâlois qui souhaitaient remercier le bourgmestre Johann Rudolf Wettstein pour les grands services rendus pendant les troubles de la guerre de Trente Ans et au moment de la signature du traité de Westphalie en 1648.
Exécutée à une échelle monumentale et d'un poids de 3,5 kg, la pièce est surmontée d'un aigle impérial tenant la palme de la paix et présentant la charte des privilèges accordés par l'empereur Ferdinand III, un document qui établit en 1648 l'indépendance de la Confédération suisse à l'égard de l'Empire. Le basilic des armoiries bâloises soutient la coupe avec une plateforme sur laquelle la Confédération se dresse unie grâce aux talents diplomatiques de Wettstein. L'importance de la coupe et sa portée symbolique ont pu la faire considérer comme un « monument national suisse ».

Coupe Wettstein.
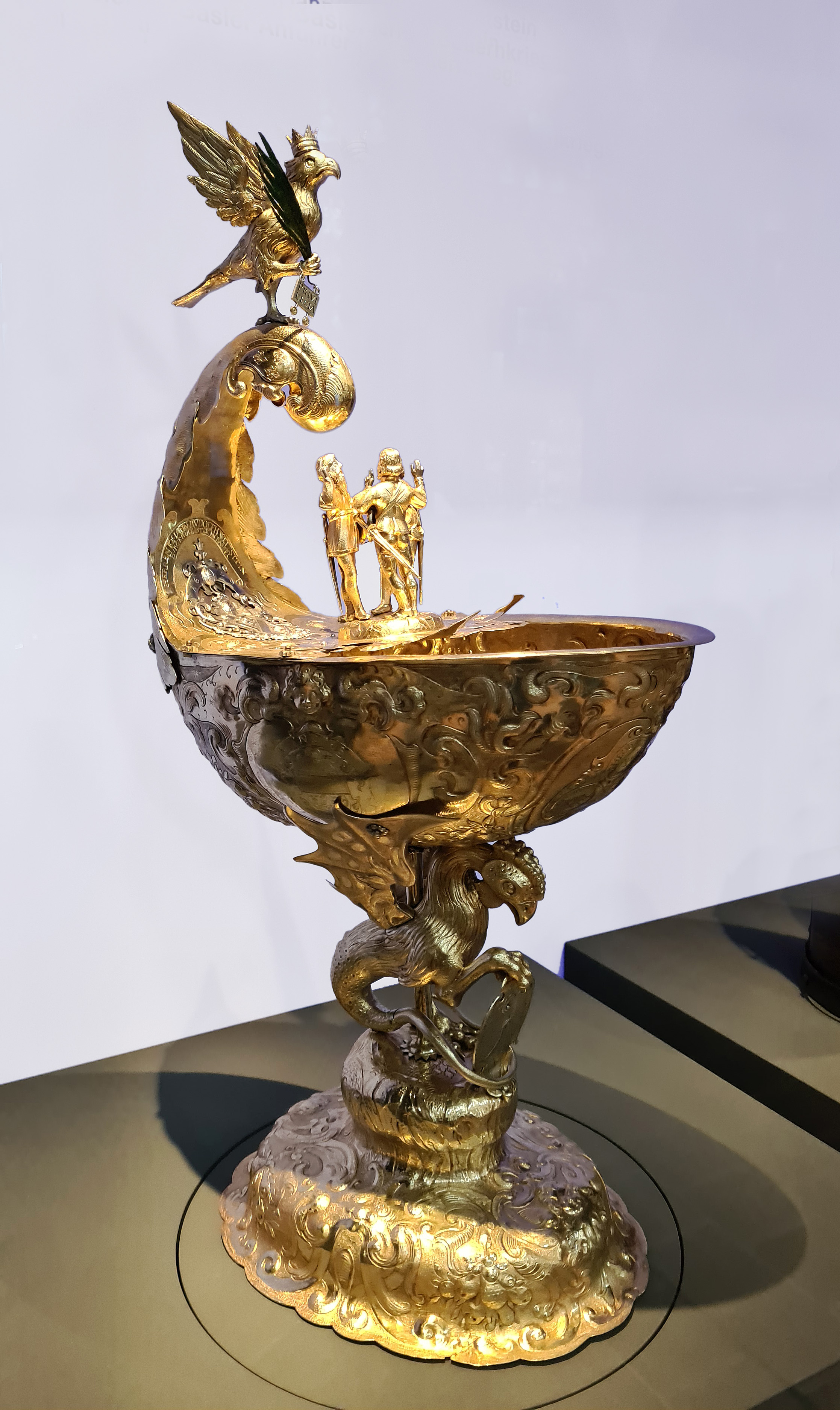
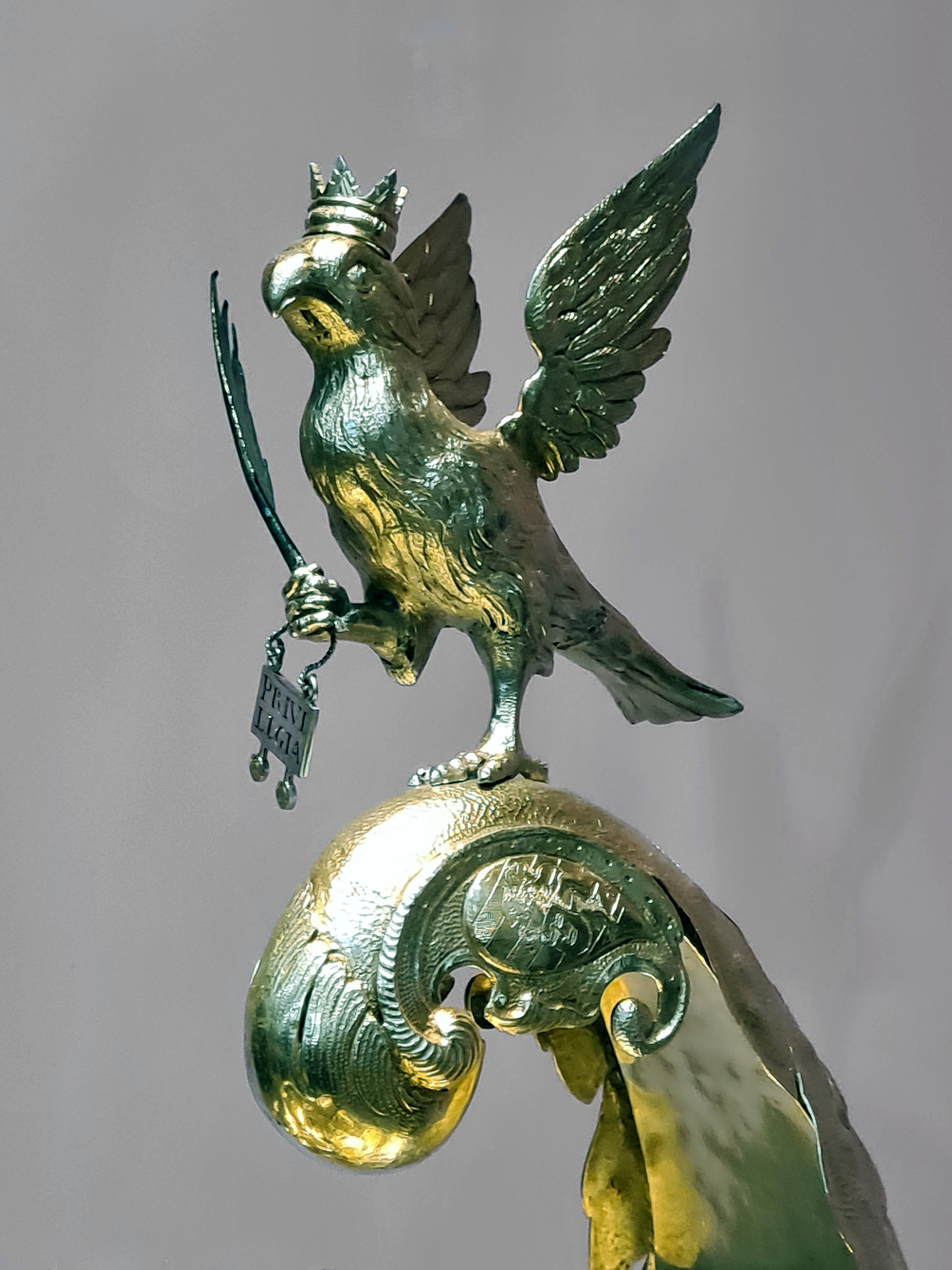
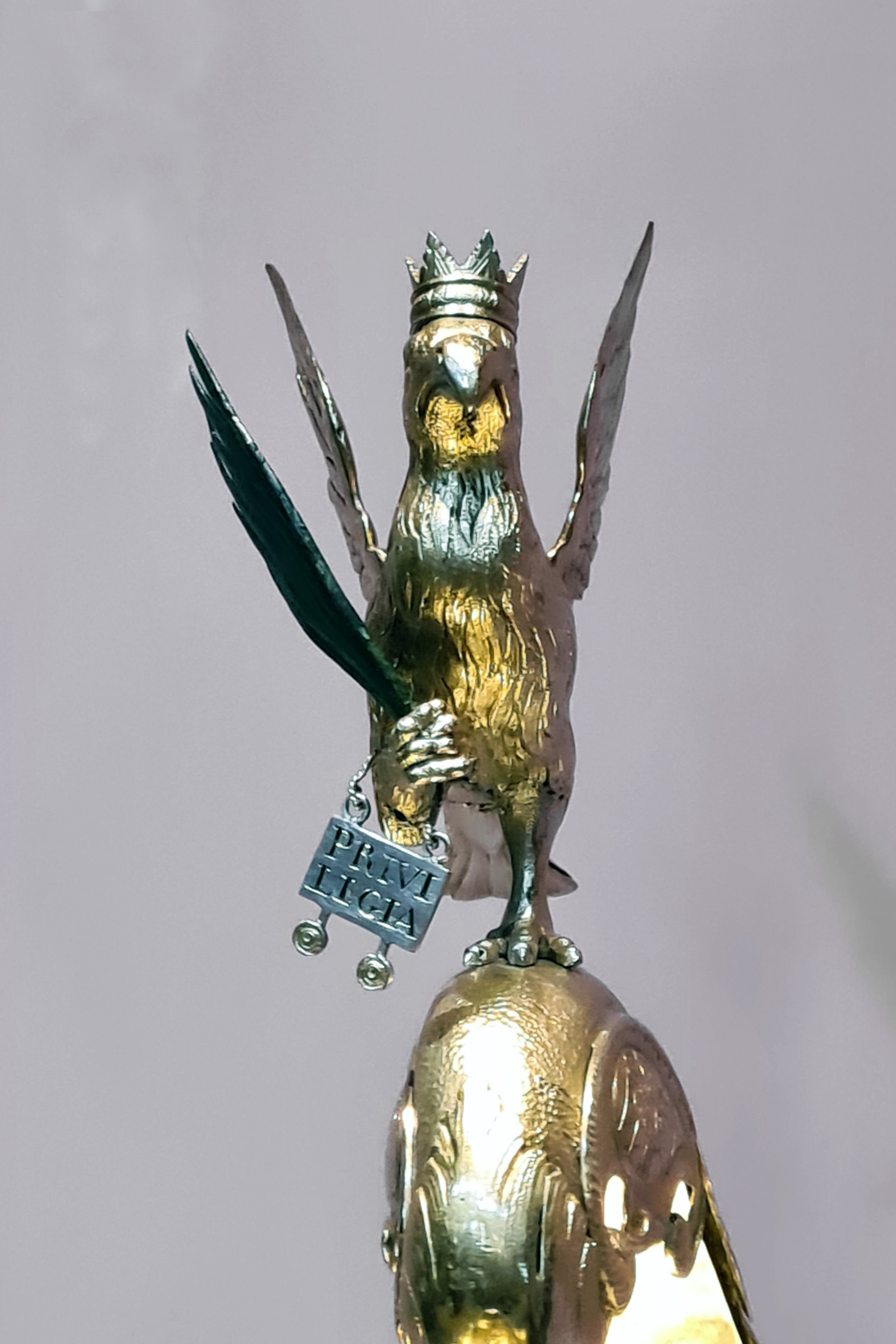
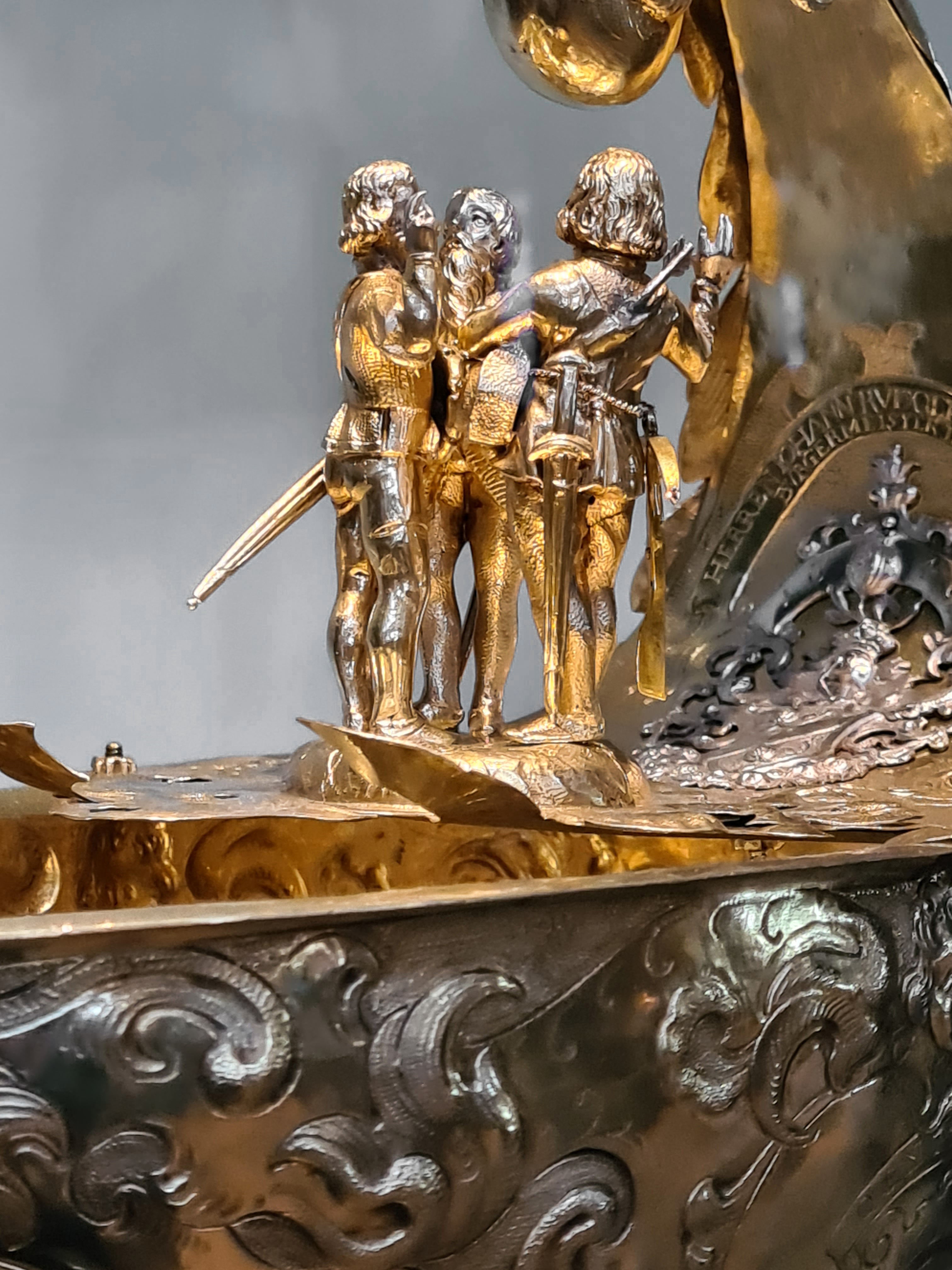
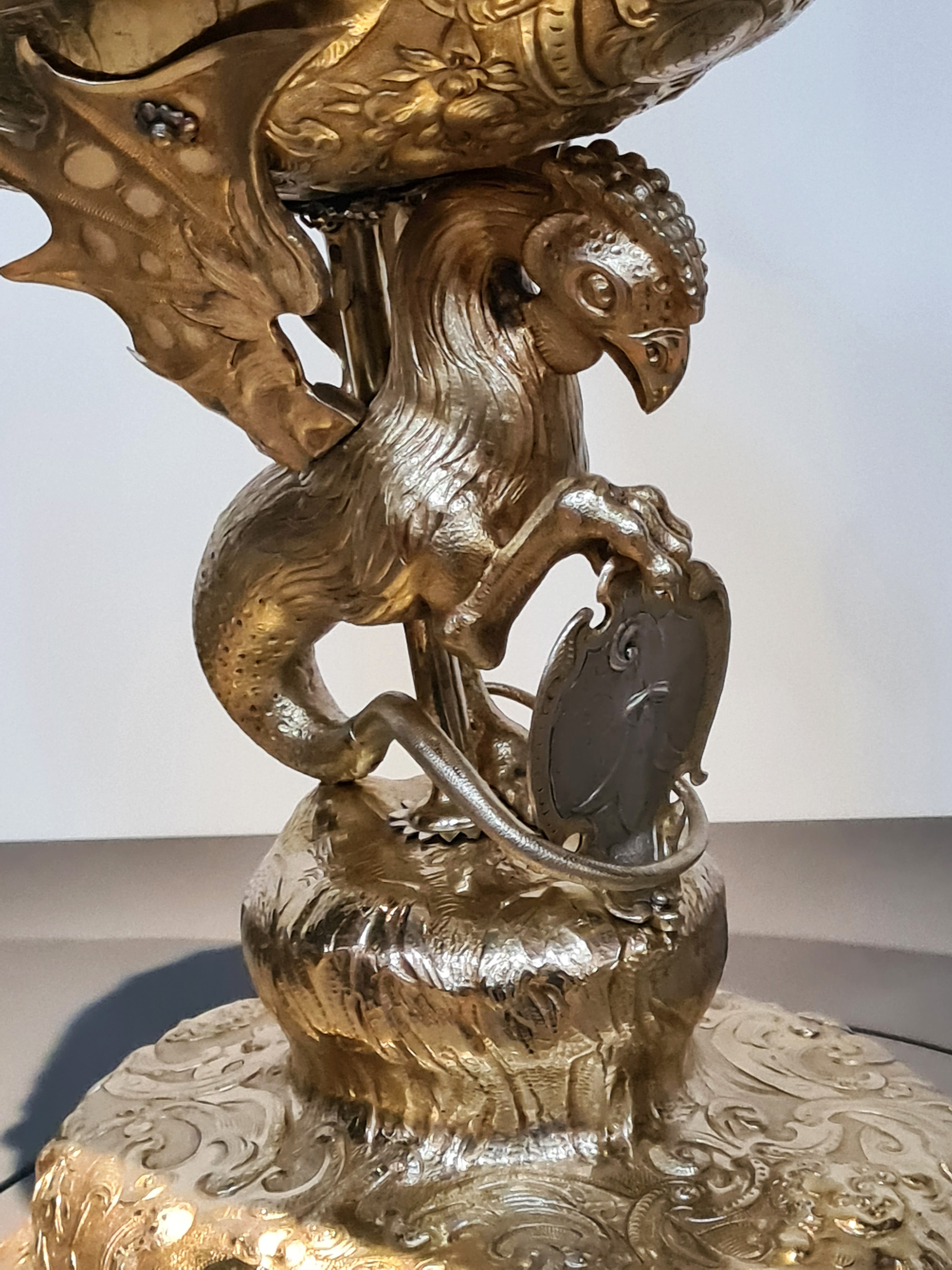
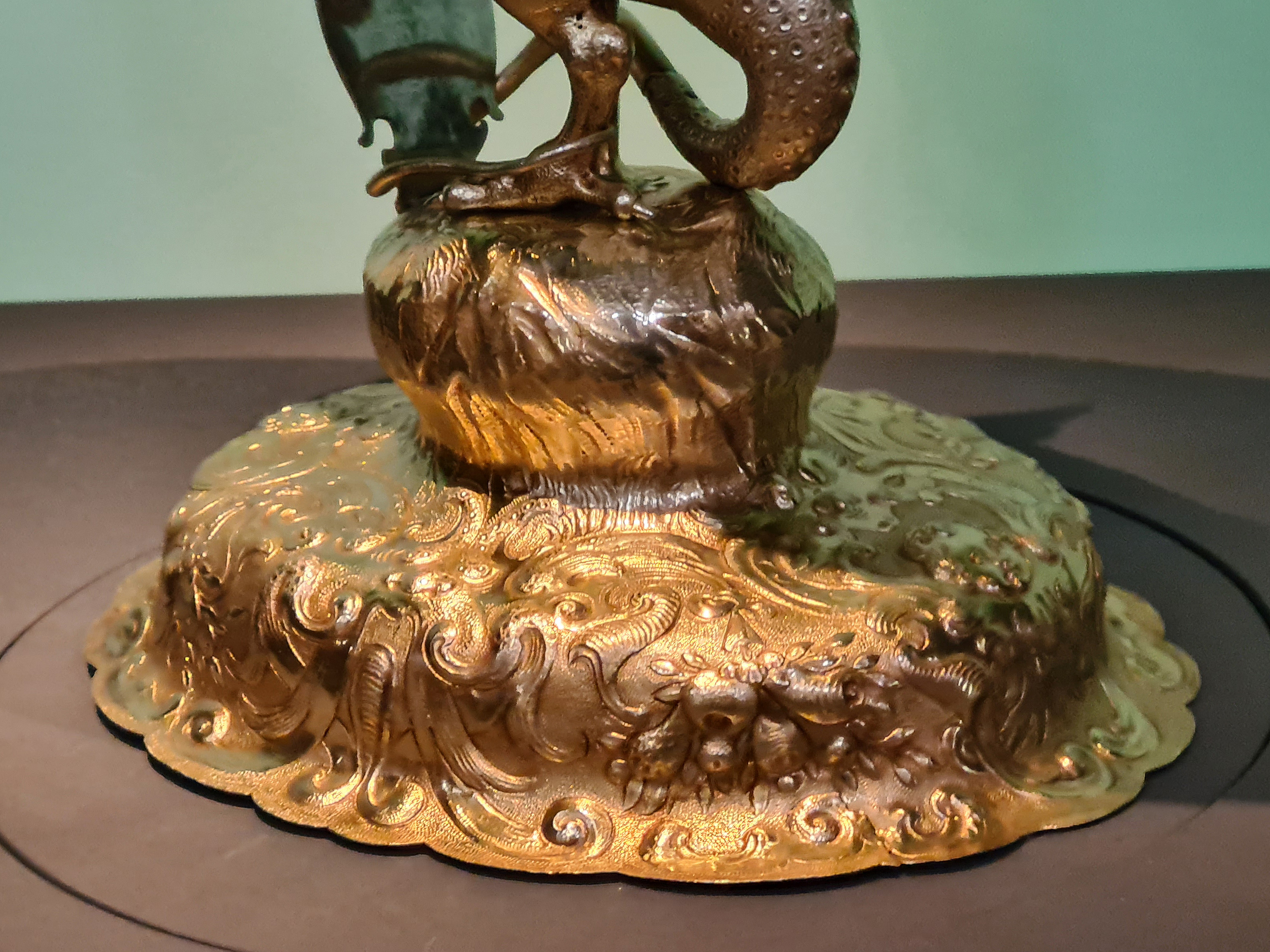

À noter que Michael Freyder avait réalisé vers 1620 un nautile monté en argent doré et corail, conservé au Badisches Landesmuseum de Karlsruhe.